# As de tréboles
El as de tréboles es uno de los 52 naipes que conforman a la baraja francesa e inglesa. Su valor puede variar, pudiendo ser más valiosa que el Rey o la menos valiosa de todas.

## Características
El naipe tiene el valor de un as (A), junto a un símbolo de tréboles, apareciendo como "A♣" en por lo menos dos esquinas opuestas, aunque hay algunas barajas que muestran las cuatro esquinas con el valor y el palo. El valor de la parte inferior está colocado al revés, de manera de que se puede ver aunque el naipe esté volteado. En el centro, muestra un solo trébol.
Generalmente, en las barajas francesas, los ases de tréboles suelen estar decorados con una corona de laureles, y en ocasiones, puede tener escrito el sello del fabricador.

## Tarot
En el Tarot, el as de tréboles representa representa la buena fortuna, la salud y el amor. De manera invertida, representa que todo lo que llega con facilidad, tiende a irse con la misma facilidad, por lo que lo importante es ahorrar y cuidar de la salud.

## En la cultura
Este naipe dio su nombre a una pintura de Georges de La Tour, titulada El tramposo con el as de tréboles, donde uno de los personajes agarra un as de tréboles escondido detrás, en su cinturón. En 2003, durante la Guerra de Irak, en la baraja simbólica de los más buscados de Irak, el as de tréboles representaba a Kusay Hussein, hijo de Saddam Hussein.

## Naipes de la baraja
|                      | As              | 2              | 3              | 4              | 5              | 6              | 7              | 8              | 9              | 10              | Jota/Sota/Jack    | Reina/Dama         | Rey              |
| -------------------- | --------------- | -------------- | -------------- | -------------- | -------------- | -------------- | -------------- | -------------- | -------------- | --------------- | ----------------- | ------------------ | ---------------- |
| Tréboles (Clubs)     | As de tréboles  | 2 de tréboles  | 3 de tréboles  | 4 de tréboles  | 5 de tréboles  | 6 de tréboles  | 7 de tréboles  | 8 de tréboles  | 9 de tréboles  | 10 de tréboles  | Jota de tréboles  | Reina de tréboles  | Rey de tréboles  |
| Diamantes (Diamonds) | As de diamantes | 2 de diamantes | 3 de diamantes | 4 de diamantes | 5 de diamantes | 6 de diamantes | 7 de diamantes | 8 de diamantes | 9 de diamantes | 10 de diamantes | Jota de diamantes | Reina de diamantes | Rey de diamantes |
| Corazones (Hearts)   | As de corazones | 2 de corazones | 3 de corazones | 4 de corazones | 5 de corazones | 6 de corazones | 7 de corazones | 8 de corazones | 9 de corazones | 10 de corazones | Jota de corazones | Reina de corazones | Rey de corazones |
| Picas (Spades)       | As de picas     | 2 de picas     | 3 de picas     | 4 de picas     | 5 de picas     | 6 de picas     | 7 de picas     | 8 de picas     | 9 de picas     | 10 de picas     | Jota de picas     | Reina de picas     | Rey de picas     |